# Lela Dżawachiszwili
Lela Dżawachiszwili, gruz. ლელა ჯავახიშვილი (ur. 23 kwietnia 1984) – gruzińska szachistka, arcymistrzyni od 2003, posiadaczka męskiego tytułu mistrza międzynarodowego od 2005 roku.

## Kariera szachowa
Wielokrotnie reprezentowała Gruzję na mistrzostwach świata i Europy juniorek, zdobywając 6 medali: złoty (1998 – ME do 14 lat), 3 srebrne (1996 – ME do 12 lat, 1998 – MŚ do 14 lat, 2001 – ME do 20 lat) oraz 2 brązowe (1999 – MŚ do 18 lat, 1999 – ME do 18 lat). Od pierwszych lat XXI wieku należy do ścisłej czołówki gruzińskich szachistek, dwukrotnie zdobywając tytuły indywidualnej mistrzyni kraju (2001, 2007)
Wielokrotnie reprezentował Gruzję w turniejach drużynowych, m.in.:
- sześciokrotnie na olimpiadach szachowych (w latach 2004, 2006, 2008, 2010, 2012, 2014); trzykrotna medalistka: wspólnie z drużyną – złota (2008) i brązowa (2010) oraz indywidualnie – brązowa (2006 – na III szachownicy)[1],
- pięciokrotnie na drużynowych mistrzostwach świata (w latach 2007, 2009, 2011, 2013, 2015); trzykrotna medalistka: wspólnie z drużyną – brązowa (2011) oraz indywidualnie – srebrna (2007 – na II szachownicy) i brązowa (2013 – na III szachownicy)[2],
- czterokrotnie na drużynowych mistrzostwach Europy (w latach 2007, 2009, 2011, 2013); czterokrotna medalistka: wspólnie z drużyną – srebrna (2009) i brązowa (2011) oraz indywidualnie – dwukrotnie złota (2009 – na II szachownicy, 2013 – na V szachownicy)[3].

W latach 2000, 2004, 2006 i 2012 czterokrotnie uczestniczyła w pucharowych turniejach o mistrzostwo świata (najlepszy wynik: Chanty-Mansyjsk 2012 – awans do III rundy).
Spośród startów w turniejach międzynarodowych do swoich sukcesów zaliczyć może II m. w Tarragonie (2004, za Aną Matnadze), I m. w Szeki (2006, przed Jekateriną Kowalewską) oraz III m. w Baku (2007, za Moniką Soćko i Antoanetą Stefanową, przed Pią Cramling i Kateriną Lahno).
Najwyższy ranking w dotychczasowej karierze osiągnęła 1 marca 2010 r., z wynikiem 2500 punktów zajmowała wówczas 14. miejsce na światowej liście FIDE.